# Paulino Lukudu Loro
Paulino Lukudu Loro MCCJ (* 23. August 1940 in Kwerijik, Bezirk Juba; † 5. April 2021 in Nairobi) war ein südsudanesischer Ordensgeistlicher und römisch-katholischer Erzbischof von Juba.

## Leben
Paulino Lukudu Loro trat der Ordensgemeinschaft der Comboni-Missionare bei und empfing nach seiner theologischen Ausbildung am 12. April 1970 die Priesterweihe.
Papst Paul VI. ernannte ihn am 12. Dezember 1974 zum Apostolischen Administrator von El Obeid. Papst Johannes Paul II. ernannte ihn am 5. März 1979 zum ersten Bischof von El Obeid. Der Papst persönlich spendete ihm am 27. Mai desselben Jahres die Bischofsweihe; Mitkonsekratoren waren Duraisamy Simon Lourdusamy, Sekretär der Kongregation für die Evangelisierung der Völker, und Eduardo Martínez Somalo, Substitut des Staatssekretariates.
Am 19. Februar 1983 wurde er zum Erzbischof von Juba ernannt. Zu seinem 75. Geburtstag 2015 reichte er beim Papst seinen Rücktritt ein, wurde aber vom Nuntius gebeten, das Amt weiterzuführen, bis die seit langem vakanten Bischofsstühle der umliegenden Bistümer Malakal, Rumbek und Torit besetzt sind.
Papst Franziskus nahm am 12. Dezember 2019 seinen altersbedingten Rücktritt an und ernannte den erst im Januar desselben Jahres zum Bischof von Torit ernannten Stephen Ameyu Martin Mulla zu seinem Nachfolger. Lukudu Loro war 2009 Initiator der Gründung der St. Marys University in Juba und deren Großkanzler.
Lukudu Loro war Vorsitzender der Katholischen Bischofskonferenz im Sudan/Südsudan von 1989 bis 1993 und 1999 bis 2006.
Paulino Lukudu Loro war als Kritiker der politischen Verhältnisse im Südsudan bekannt. Er zog die Integrität von Präsident Salva Kiir Mayardit in Frage und warf ihm und anderen Politikern des Landes Korruption, Machtmissbrauch und Vetternwirtschaft vor. Der Friedensvertrag nach dem Bürgerkrieg im Südsudan 2013 bis 2018 mit einem brüchigen Frieden war nach seiner Meinung „mangelhaft und kann dem Südsudan keinen echten Frieden bringen“. Er forderte auch die Vereinten Nationen und den Westen zu einem konsequenten Handeln im Umgang mit den Konflikten von Sudan und Südsudan auf.
Am Ostermontag 2021 starb Loro in einem Krankenhaus der kenianischen Hauptstadt Nairobi.